# Empire Interactive
Empire Interactive var en brittisk datorspelutvecklare och utgivare grundad 1987. Det gick konkurs 2009.